# 샤츠키고리
샤츠키고리(Schatzki ring, Schatzki–Gary ring)는 하부 식도가 좁아지며 삼킴장애를 일으키는 질환이다. 식도를 둘러싸고 있는 점막과 근육 조직의 고리로 인해 식도가 좁아진다. 샤츠키고리는 '식도고리'(esophageal ring)의 한 형태로, 샤츠키고리는 다시 위식도접합부 위쪽에 생기는 경우(A형)와 하부 식도의 편평상피와 원주상피의 접합부에서 생기는 경우(B형 고리)로 나뉜다.
샤츠키고리 환자는 간헐성 삼킴장애를 겪거나, 심각하게는 완전히 식도가 막히기도 한다. 질환의 이름은 독일계 미국인 의사인 리처드 샤츠키(Richard Schatzki)의 이름에서 따 왔다.

## 같이 보기
- 연하곤란
- 식도막